# نشيد جبل طارق
نشيد جبل طارق هو النشيد الوطني لإقليم جبل طارق البريطاني.
كما هو الحال مع المملكة المتحدة وتوابع التاج والأراضي البريطانية الأخرى، فإن النشيد الوطني الرسمي لجبل طارق هو «فليحفظ الله الملكة». نشيد جبل طارق هو النشيد الوطني، وقد تم اختياره في مسابقة عام 1994. ألّف بيتر إمبرلي، كل من الكلمات والموسيقى، وهو ليس من جبل طارق.
يتم غناء النشيد الوطني كل 10 سبتمبر من قبل عامة الناس في اليوم الوطني لجبل طارق. كان يتم إطلاق البالونات، ولكن تم إيقاف هذا بعد مخاوف بشأن التأثير على البيئة.

## روابط خارجية
- ترتيب ميدي
- Instrumental على يوتيوب